# 2011 في تونس
فيما يلي قوائم الأحداث التي وقعت خلال عام 2011 في تونس.

## أحداث
- 14 يناير - فرار الرئيس زين العابدين بن علي إلى السعودية إثر ثورة شعبية أطاحة بنظامه.[1]
- 23 أكتوبر ـ انتخابات المجلس الوطني التأسيسي.[2]

## سياسة

### تعيين في المنصب
- 14 يناير – محمد الغنوشي رئيس الجمهورية التونسية.
- 15 يناير – فؤاد المبزع رئيس الجمهورية التونسية.
- 17 يناير – أحمد إبراهيم وزير التعليم العالي والبحث العلمي ‏،عضو المجلس الوطني التأسيسي التونسي 2011-2014.
- 22 نوفمبر – المنصف المرزوقي عضو المجلس الوطني التأسيسي التونسي 2011-2014،رئيس الجمهورية التونسية.
- 22 نوفمبر – سلمى بكار عضو المجلس الوطني التأسيسي التونسي 2011-2014.

### انتهاء فترة المنصب
- 14 يناير – زين العابدين بن علي رئيس الجمهورية التونسية.
- 14 يناير – عبد الرؤوف الباسطي وزير الثقافة.
- 15 يناير – محمد الغنوشي رئيس الجمهورية التونسية،رئيس حكومة تونس.
- 7 مارس – أحمد إبراهيم وزير التعليم العالي والبحث العلمي ‏.
- 8 أبريل – محمد الباجي بن مامي رئيس بلدية تونس.
- 13 ديسمبر – المنصف المرزوقي عضو المجلس الوطني التأسيسي التونسي 2011-2014.
- 13 ديسمبر – فؤاد المبزع رئيس الجمهورية التونسية.

## أفلام
من الأفلام التي صدرت هذه السنة في تونس:
- لا خوف بعد اليوم من إخراج مراد بن الشيخ.
- حكايات تونسية من إخراج ندى المازني حفيظ.
- العلمانية إن شاء الله من إخراج نادية الفاني.

## وفيات
- 4 يناير: محمد البوعزيزي (مواليد 1984)
- 28 مارس: أسماء بلخوجة (مواليد 1930)، ناشطة.
- 18 سبتمبر: محمد حرمل (مواليد 1929)، سياسي.
- 24 أكتوبر: شريف بالامين (مواليد 1940)، رجل أعمال.
- 24 ديسمبر: محمد صالح باوندي (مواليد 1937)، رياضياتي.
- 25 ديسمبر: حبيب قلحية (مواليد 1941)، ملاكم.